# 大沙湖
大沙湖是一个位于中国湖北省洪湖县的湖泊，面积约为16平方千米。